# Spa 1000 km

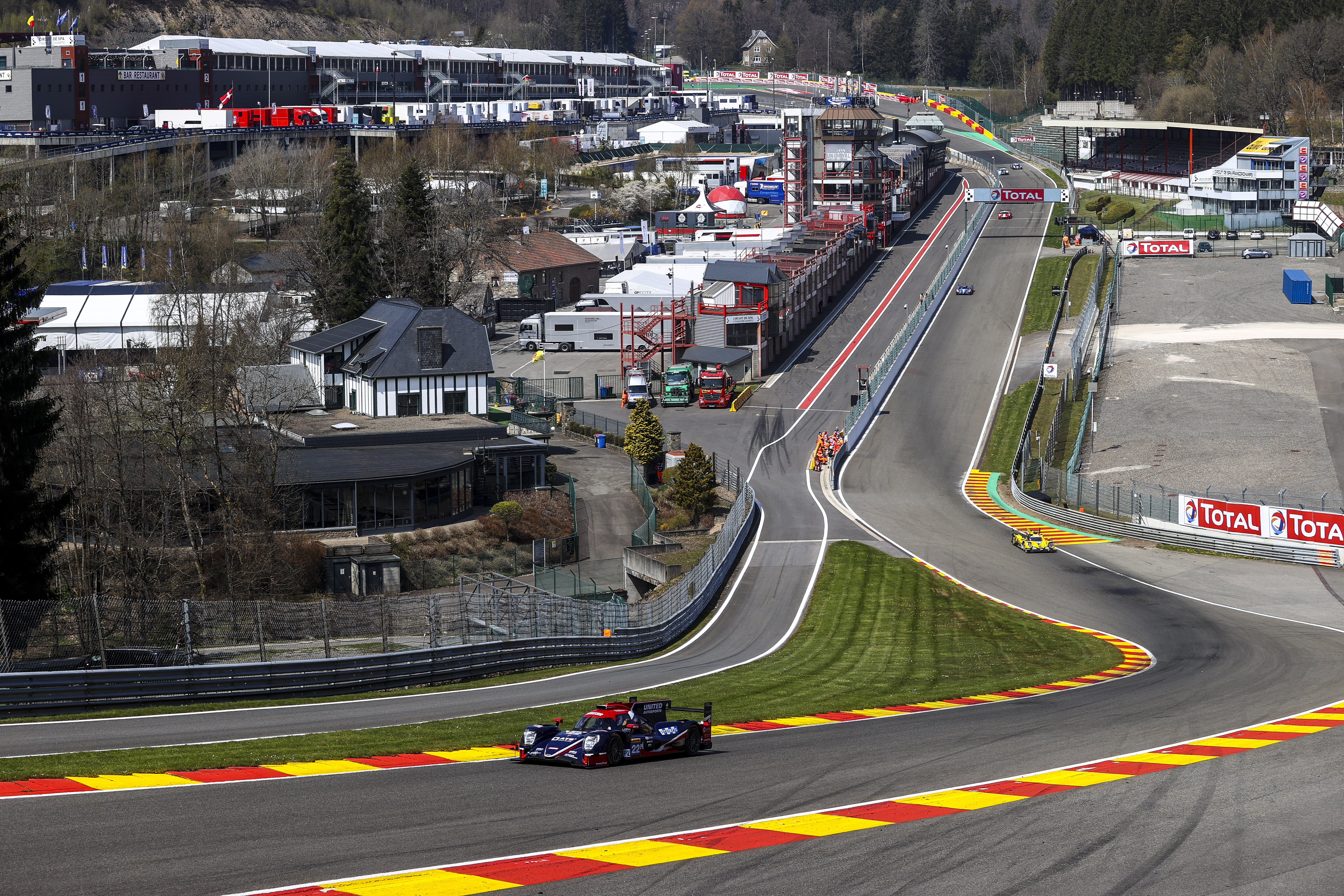
Spa-Francorchamps 6-timmars 2021.

Spa 1000 km är en långdistanstävling för sportvagnar på Circuit de Spa-Francorchamps i Belgien.

## Historia
Den första biltävling som kördes på Spa var en 24-timmarstävling 1924. Från 1963 kördes en 500 km-tävling i sportvagns-VM. Till 1966 förlängdes distansen till 1000 km. Problem med säkerheten på landsvägsbanan gjorde att tävlingarna ställdes in efter 1975.
1000 km-tävlingarna återupptogs 1982 sedan banan byggts om för större säkerhet. På grund av sportvagnsracingens allmänna tillbakagång ställdes tävlingarna in igen efter 1990.
2003 återupptogs tävlingarna återigen och sedan 2004 ingår Spa 1000 km i Le Mans Series.

## Vinnare
| 1963                           | Willy Mairesse                                        | Ferrari 250 GTO              | Sportvagns-VM                                      |
| 1964                           | Mike Parkes                                           | Ferrari 250 GTO              | Sportvagns-VM                                      |
| 1965                           | Willy Mairesse                                        | Ferrari 250LM                | Sportvagns-VM                                      |
| Distans: 1000 km, 14,1 km bana |                                                       |                              |                                                    |
| 1966                           | Mike Parkes Ludovico Scarfiotti                       | Ferrari 330P3                | Sportvagns-VM                                      |
| 1967                           | Dick Thompson Jacky Ickx                              | Mirage M1-Ford               | Sportvagns-VM                                      |
| 1968                           | Brian Redman Jacky Ickx                               | Ford GT40                    | Sportvagns-VM                                      |
| 1969                           | Brian Redman Jo Siffert                               | Porsche 908                  | Sportvagns-VM                                      |
| 1970                           | Brian Redman Jo Siffert                               | Porsche 917                  | Sportvagns-VM                                      |
| 1971                           | Jackie Oliver Pedro Rodríguez                         | Porsche 917                  | Sportvagns-VM                                      |
| 1972                           | Brian Redman Arturo Merzario                          | Ferrari 312PB                | Sportvagns-VM                                      |
| 1973                           | Derek Bell Mike Hailwood                              | Mirage M6-Ford               | Sportvagns-VM                                      |
| 1974                           | Jacky Ickx Jean-Pierre Jarier                         | Matra-Simca MS670            | Sportvagns-VM                                      |
| 1975*                          | Henri Pescarolo Derek Bell                            | Alfa Romeo Tipo 33           | Sportvagns-VM                                      |
| 1976 till 1981                 | Inga tävlingar                                        | Inga tävlingar               | Inga tävlingar                                     |
| Distans: 1000 km, 7,0 km bana  |                                                       |                              |                                                    |
| 1982                           | Jacky Ickx Jochen Mass                                | Porsche 956                  | Sportvagns-VM                                      |
| 1983                           | Jacky Ickx Jochen Mass                                | Porsche 956                  | Sportvagns-VM                                      |
| 1984                           | Stefan Bellof Derek Bell                              | Porsche 956                  | Sportvagns-VM                                      |
| 1985**                         | Bob Wollek Mauro Baldi                                | Lancia LC2                   | Sportvagns-VM                                      |
| 1986                           | Thierry Boutsen Frank Jelinski                        | Porsche 962                  | Sportvagns-VM                                      |
| 1987                           | Martin Brundle Johnny Dumfries Raul Boesel            | Jaguar XJR-8                 | Sportvagns-VM                                      |
| 1988                           | Mauro Baldi Stefan Johansson                          | Sauber-Mercedes C9           | Sportvagns-VM                                      |
| Distans: 480 km, 7,0 km bana   |                                                       |                              |                                                    |
| 1989                           | Mauro Baldi Kenny Acheson                             | Sauber-Mercedes C9           | Sportvagns-VM                                      |
| 1990                           | Jochen Mass Karl Wendlinger                           | Mercedes-Benz C11            | Sportvagns-VM                                      |
| 1991 till 2002                 | Inga tävlingar                                        | Inga tävlingar               | Inga tävlingar                                     |
| Distans: 1000 km, 7,0 km bana  |                                                       |                              |                                                    |
| 2003                           | Tom Kristensen Seiji Ara                              | Audi R8                      | FIA Sportscar Championship British GT Championship |
| 2004                           | Johnny Herbert Jamie Davies                           | Audi R8                      | Le Mans Series                                     |
| 2005                           | John Nielsen Casper Elgaard Hayanari Shimoda          | Zytek 04S                    | Le Mans Series                                     |
| 2006                           | Emmanuel Collard Jean-Christophe Boullion             | Pescarolo C60-Judd           | Le Mans Series                                     |
| 2007                           | Stéphane Sarrazin Pedro Lamy                          | Peugeot 908 HDi FAP (Diesel) | Le Mans Series                                     |
| 2008                           | Nicolas Minassian Marc Gené Jacques Villeneuve        | Peugeot 908 HDi FAP (Diesel) | Le Mans Series                                     |
| 2009                           | Nicolas Minassian Christian Klien Simon Pagenaud      | Peugeot 908 HDi FAP (Diesel) | Le Mans Series                                     |
| 2010                           | Sébastien Bourdais Simon Pagenaud Pedro Lamy          | Peugeot 908 HDi FAP (Diesel) | Le Mans Series                                     |
| Distans: 6 timmar, 7,0 km bana |                                                       |                              |                                                    |
| 2011                           | Anthony Davidson Alexander Wurz Marc Gené             | Peugeot 908 (Diesel)         | Le Mans Series Intercontinental Le Mans Cup        |
| 2012                           | Romain Dumas Loïc Duval Marc Gené                     | Audi R18 Ultra (Diesel)      | FIA World Endurance Championship                   |
| 2013                           | André Lotterer Benoît Tréluyer Marcel Fässler         | Audi R18 e-tron quattro      | FIA World Endurance Championship                   |
| 2014                           | Anthony Davidson Sébastien Buemi Nicolas Lapierre     | Toyota TS040 Hybrid          | FIA World Endurance Championship                   |
| 2015                           | André Lotterer Benoît Tréluyer Marcel Fässler         | Audi R18 e-tron quattro      | FIA World Endurance Championship                   |
| 2016                           | Oliver Jarvis Loïc Duval Lucas di Grassi              | Audi R18 e-tron quattro      | FIA World Endurance Championship                   |
| 2017                           | Sébastien Buemi Anthony Davidson Kazuki Nakajima      | Toyota TS050 Hybrid          | FIA World Endurance Championship                   |
| 2018                           | Fernando Alonso Sébastien Buemi Kazuki Nakajima       | Toyota TS050 Hybrid          | FIA World Endurance Championship                   |
| 2019                           | Fernando Alonso Sébastien Buemi Kazuki Nakajima       | Toyota TS050 Hybrid          | FIA World Endurance Championship                   |
| 2020                           | Mike Conway Kamui Kobayashi José María López          | Toyota TS050 Hybrid          | FIA World Endurance Championship                   |
| 2021                           | Sébastien Buemi Brendon Hartley Kazuki Nakajima       | Toyota GR010 Hybrid          | FIA World Endurance Championship                   |
| 2022                           | Mike Conway Kamui Kobayashi José María López          | Toyota GR010 Hybrid          | FIA World Endurance Championship                   |
| 2023                           | Mike Conway Kamui Kobayashi José María López          | Toyota GR010 Hybrid          | FIA World Endurance Championship                   |
| 2024                           | Callum Ilott Will Stevens                             | Porsche 963                  | FIA World Endurance Championship                   |
| 2025                           | James Calado Antonio Giovinazzi Alessandro Pier Guidi | Ferrari 499P                 | FIA World Endurance Championship                   |

* - Tävlingen 1975 kortades till 750 km på grund av en annalkande storm.
** - Tävlingen 1985 kortades till 848 km efter en olycka som kostade Stefan Bellof livet.